# كاترينا كيكليكوفا
كاترينا كيكليكوفا مواليد 26 يونيو 1986 في بيسك، هي لاعبة كرة يد تشيكية. مثلت منتخب التشيك لكرة اليد للسيدات.

## سجل المنافسة
شاركت في البطولات التالية:
- بطولة العالم لكرة اليد للسيدات 2013
- بطولة أوروبا لكرة اليد للسيدات 2012